# Dzięcioł duży
Dzięcioł duży, dzięcioł pstry większy (Dendrocopos major) – gatunek średniej wielkości ptaka z rodziny dzięciołowatych (Picidae), zamieszkujący Eurazję i północną Afrykę. Pospolity, nie jest zagrożony.

## Występowanie
Zamieszkuje lasy całej Europy, północnej, środkowej i wschodniej Azji oraz północnej Afryki. Zasadniczo osiadły, choć część populacji wędruje jesienią, wykazując inwazyjność. Ma to miejsce w latach niedoboru nasion. Pojawia się wtedy liczniej w Europie Środkowej i Zachodniej. Młode ptaki w pierwszym roku życia mogą koczować w poszukiwaniu nowych terenów lęgowych. Wyróżniane ponad 20 podgatunków różni się od siebie nieznacznie.
W Polsce rozpowszechniony, liczny ptak lęgowy. Najliczniejszy i najpowszechniejszy z polskich dzięciołów, występujący we wszystkich drzewostanach w całym kraju i przez cały rok. Na większości obszaru występuje częściowo osiadły, zachodni podgatunek Dendrocopos major pinetorum. Na Mazurach zamiast niego lęgnie się Dendrocopos major major. Jest to podgatunek bardziej wędrowny i pojawia się w Polsce również podczas koczowań i wędrówek, zwłaszcza na wybrzeżu. Zimą pojawiają się większe osobniki z populacji północnych i wschodnich.

## Charakterystyka

### Cechy gatunku

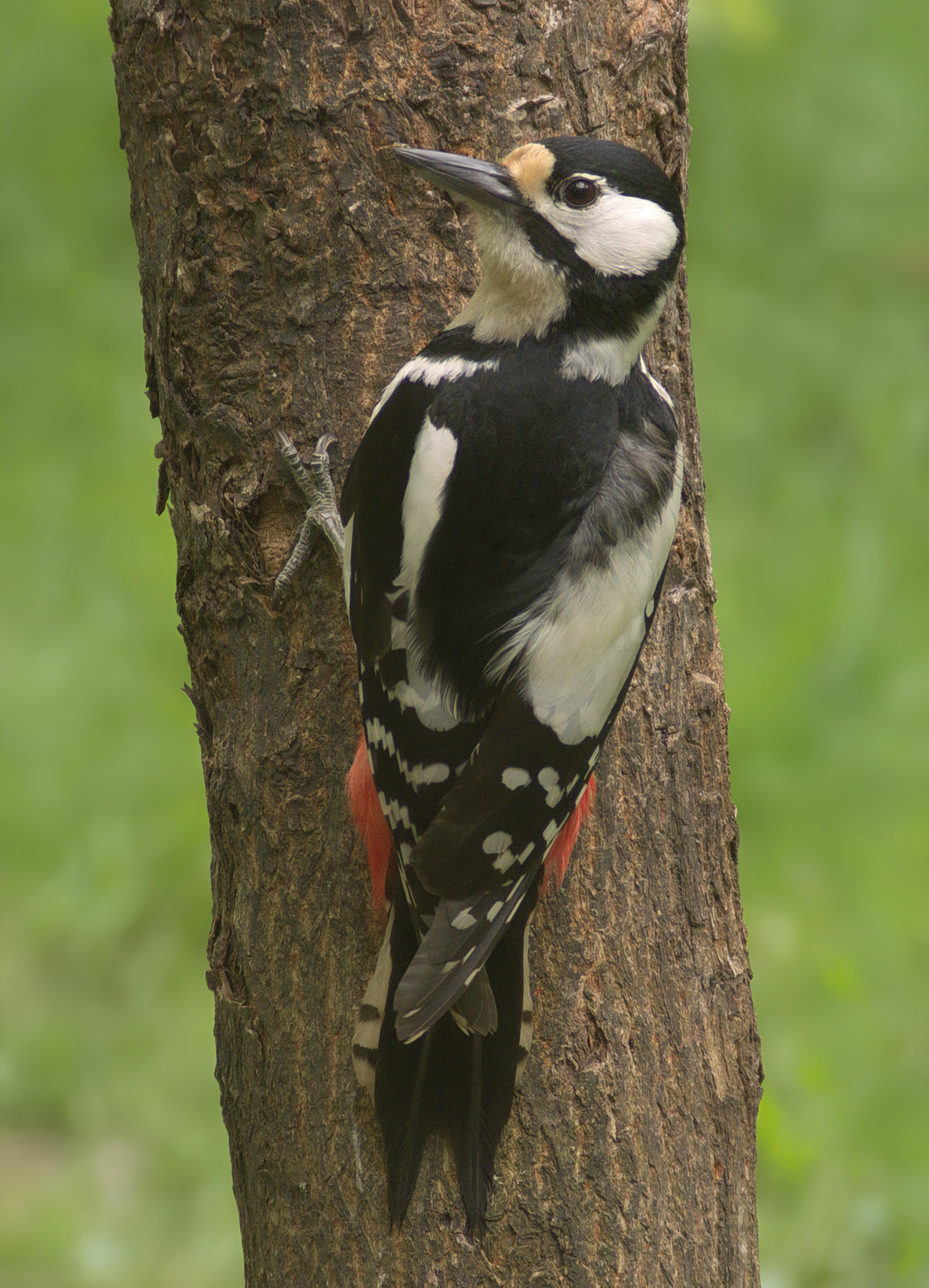
Samica podgatunku nominatywnego

Ptak wielkości nieco mniejszy od kosa, o kontrastowym upierzeniu, ściśle związany z korowiną drzew. Wierzch ciała, w tym skrzydeł i ogona oraz głowy czarny. U samca na tylnej części głowy (potylicy) jaskrawoczerwona, poprzeczna pręga, której brak u samicy. Tęczówki oczu są czerwone. Czarny pas ciągnie się od dzioba w kierunku piersi. Drugi otacza górną część szyi. Dolna część brzucha i podogonie w kolorze jaskrawoczerwonym oddzielają się wyraźnie od białego spodu – jest to charakterystyczna dla tego gatunku cecha ubarwienia. Na szyi dwie białe plamy, podobnie na barkach oraz skrajnych sztywnych sterówkach. Ma mocny, dłutowaty ciemnoszary dziób i szare nogi. Czepne nogi dostosowane są do siadania na pionowych pniach, dwa palce są skierowane ku przodowi, a dwa ku tyłowi. Młode dzięcioły w szacie juwenalnej mają cały tył głowy i ciemię czerwone (czapeczka jaskrawsza i większa u samców). Ponadto mają barkówki prążkowane, a podogonie jest bledsze niż u dorosłych. Ptak nie jest płochliwy, choć zachowuje ostrożność. Jego lot jest falisty.
Gatunki europejskich dzięciołów rozróżnia się po rozmiarach, rysunkach na szyi i grzbiecie, ubarwieniu czapeczki na głowie. Różnice tkwią też w zasięgu rozprzestrzenia się i środowisku występowania. Dzięcioła dużego można pomylić z innymi członkami jego rodziny – dzięciołem białogrzbietym, białoszyim, średnim, trójpalczastym i dzięciołkiem. Wszystkie prowadzą podobny tryb życia i tak samo wydobywają pokarm czy gnieżdżą się.

### Wymiary średnie
- długość ciała – 21–25 cm[8]
- rozpiętość skrzydeł – 25–40 cm[8]
- masa ciała – 75–95 g[8]

### Głos
Wydają dźwięki inne niż ptaki wróblowe. Śpiew zastąpiło bębnienie o korę drzewa, które służy oznajmianiu o zajętym terytorium i gotowości do jego obrony oraz ma przywabiać partnera. Bębnią obie płcie. Jest to krótka seria szybko powtarzanych mocnych uderzeń dziobem. Aby wzmocnić efekt, dzięcioł duży bębni w wypróchniałą korę, pod którą znajduje się pusta przestrzeń. Gdy takiej brakuje, może uderzać nawet w blaszane dachy, blaszane pokrywy latarń ulicznych lub anteny satelitarne. Działa to wtedy jak pudło rezonansowe i werblowy sygnał godowy roznosi się daleko. Usłyszeć go można w lasach i parkach od marca do czerwca.
Gdy wspina się po pniu, wydaje ciche „kik kik”, a gdy jest spłoszony – „gi gi gi”.

## Biotop

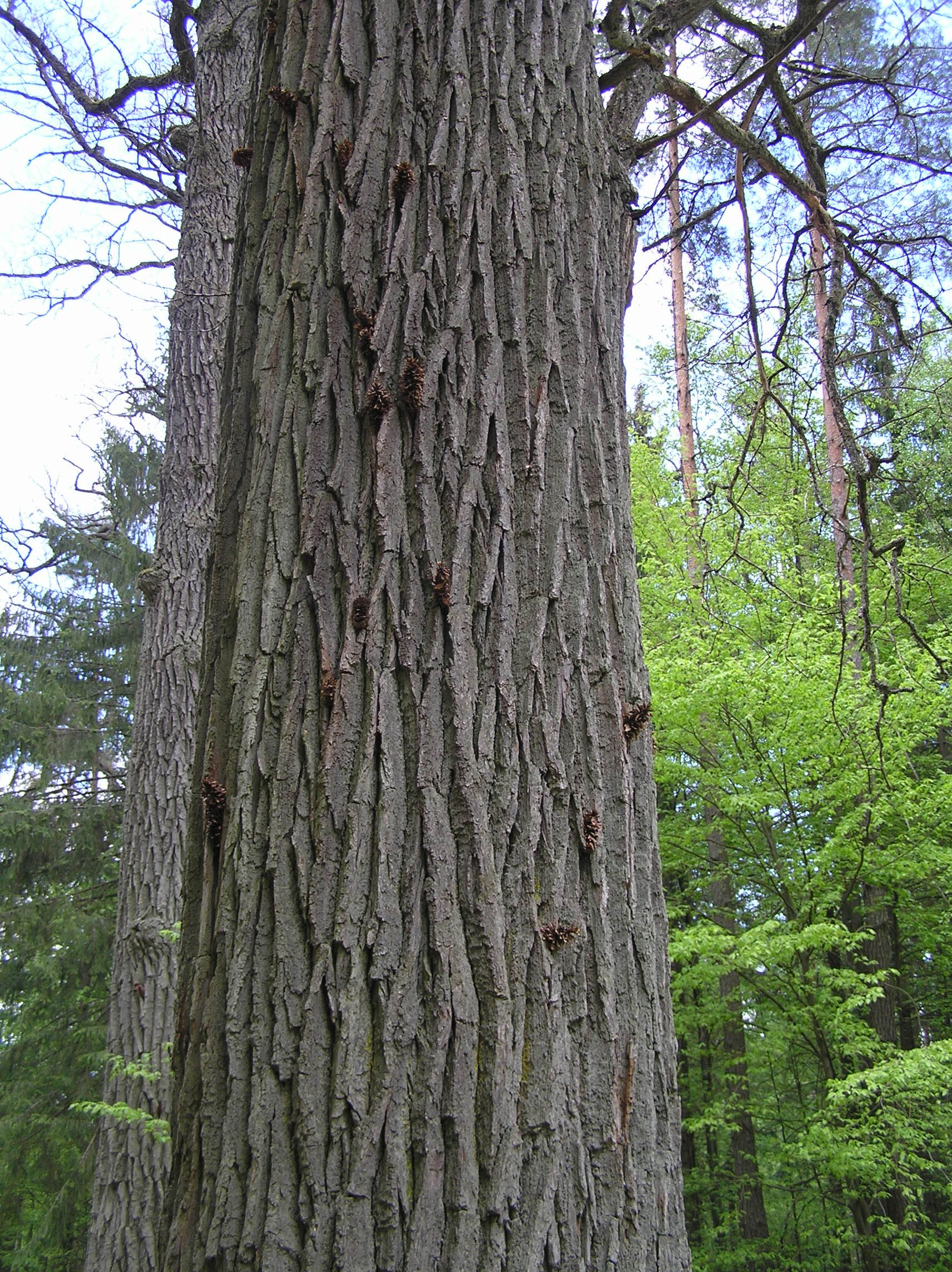
Pień dębu szypułkowego – kuźnia dzięcioła

Stare lasy liściaste, iglaste (sosnowe) lub mieszane z domieszką osiki. Również inne mniejsze zadrzewienia (w tym śródpolne), parki miejskie i wiejskie (nawet w centrach miast), ogrody oraz aleje na równinach i terenach górzystych. Nie jest to zatem ptak wymagający pod względem składu gatunkowego, wysokości nad poziomem morza ani wieku drzewostanu.

## Okres lęgowy

### Gniazdo
Dziupla wykuta w pniu lub bocznym konarze przez oboje rodziców, umieszczona zazwyczaj na wysokości od 0,5 do 20 m nad ziemią w potężnym żywym drzewie. Chętniej wybiera pnie z uszkodzonym drewnem, podobnie jak inne dzięciołowate. Tylko wyjątkowo kuje w całkowicie zdrowym drewnie. Średnica otworu dziupli 4,5–5,5 cm, tj. znacznie mniejsza niż w dziuplach dzięcioła czarnego, zielonego i zielonosiwego. Budowa trwa 2–3 tygodnie. Dziupla nie jest wysłana ściółką, a podkładkę stanowią jedynie suche trociny i odłamki drewna, które wpadają do środka komory gniazdowej w trakcie jej wykuwania. Zwykle co roku wykuwa nową dziuplę, rzadziej zasiedla starą. Korzysta także ze skrzynek lęgowych. Utworzone pary są monogamiczne. Gniazduje od kwietnia do czerwca.

### Jaja

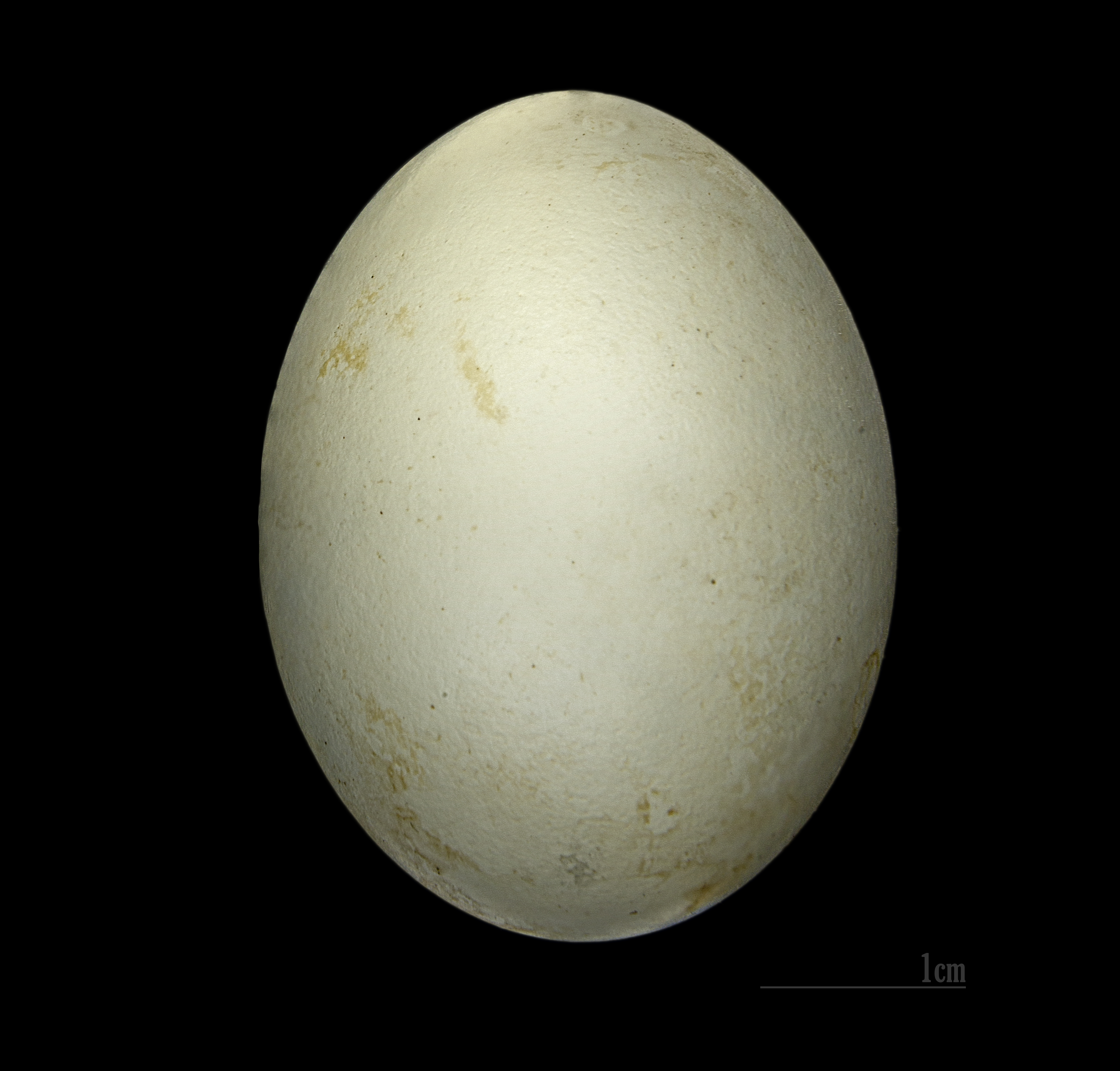
Jajo z kolekcji muzealnej

Składane w liczbie zwykle 4–7, gdy wykuwanie dziupli jest już zakończone (w Polsce najczęściej w ostatniej dekadzie kwietnia i pierwszej dekadzie maja). Mają białą, grubą skorupkę z połyskiem i średnie wymiary 26×19 mm. Dzięcioł duży wyprowadza jeden lęg w ciągu roku.

### Wysiadywanie i pisklęta

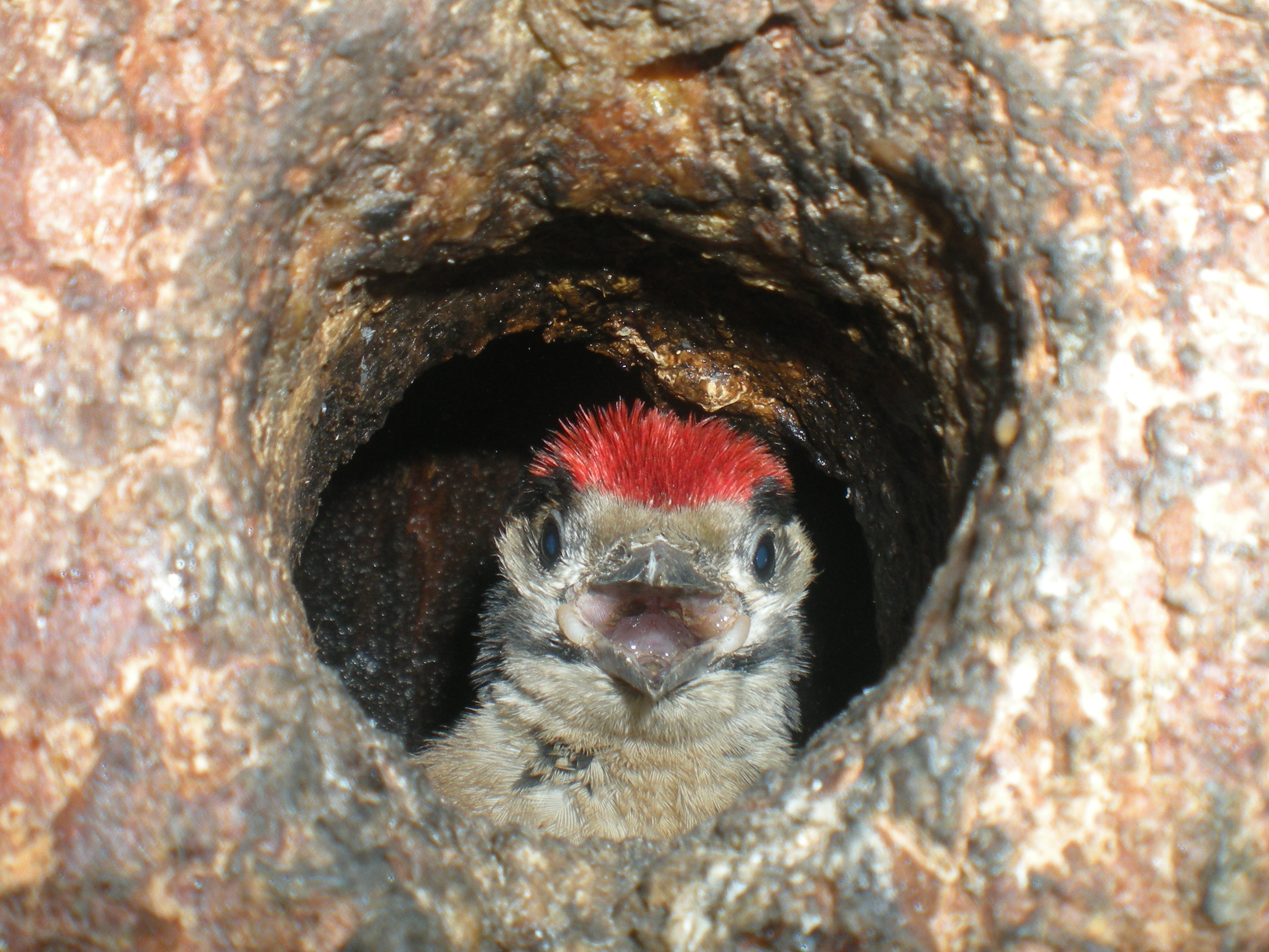
Pisklę dzięcioła dużego

Obydwoje rodzice wysiadują jaja przez okres 12–13 dni, licząc od złożenia ostatniego. Pisklęta, gniazdowniki, przebywają w dziupli 21 do 25 dni i są wtedy bardzo hałaśliwe. Młode zdradzają swoją obecność w dziupli, odzywając się nieprzerwanie. Jedno z nich stale wygląda z dziupli czekając, aż rodzice przylecą z pokarmem. Oboje rodzice dokarmiają je, nawet gdy już opuszczą gniazdo.
Zimą dzięcioła dużego można spotkać w mieszanych stadach złożonych również z sikor, kowalików, pełzaczy i mysikrólików. Razem starają się szukać pokarmu i nawzajem ostrzegają przed drapieżnikami. O tej porze roku odwiedza też karmniki.

## Pożywienie

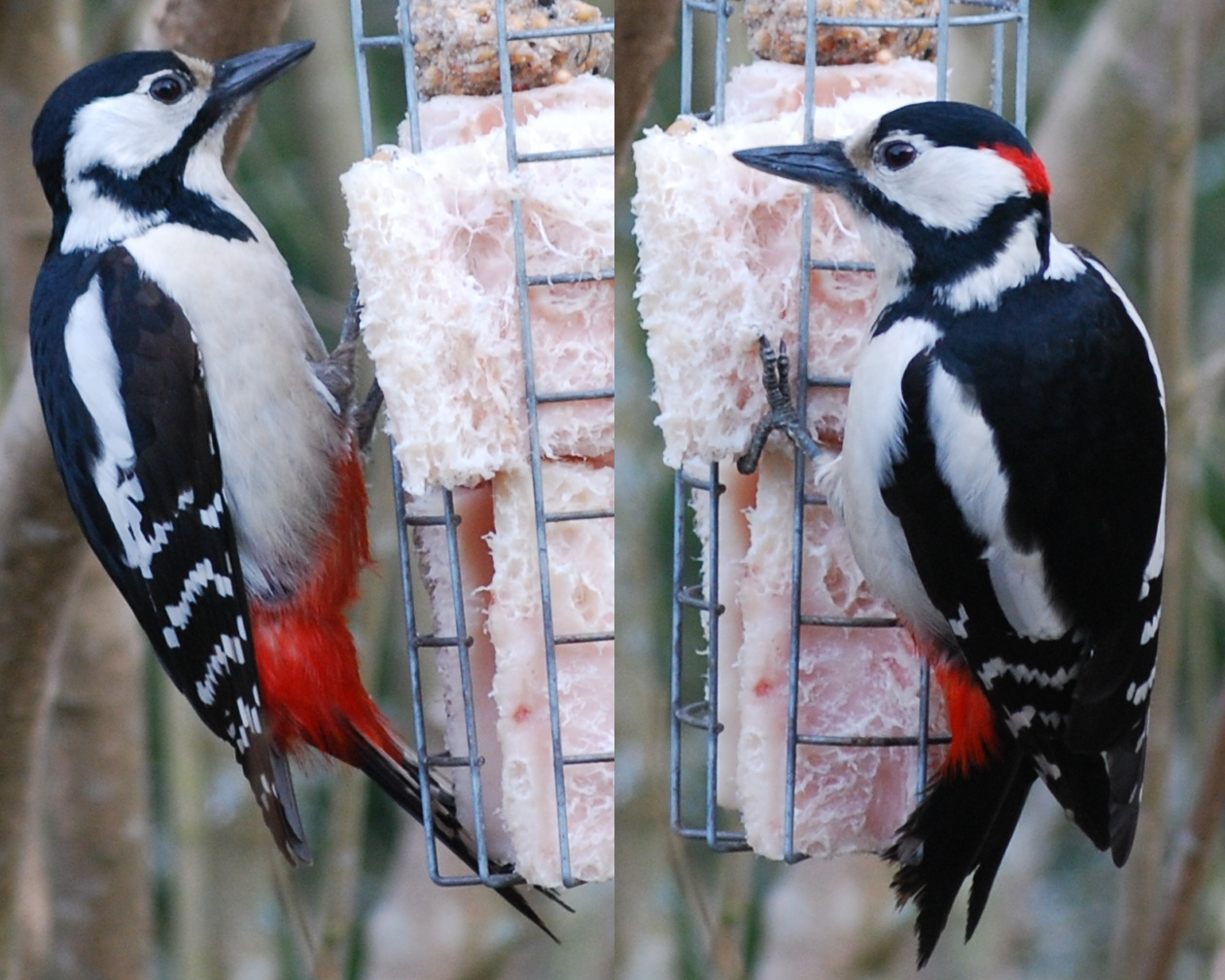
Dzięcioły duże zimą odwiedzają karmniki, samica (z lewej) i samiec (po prawej)

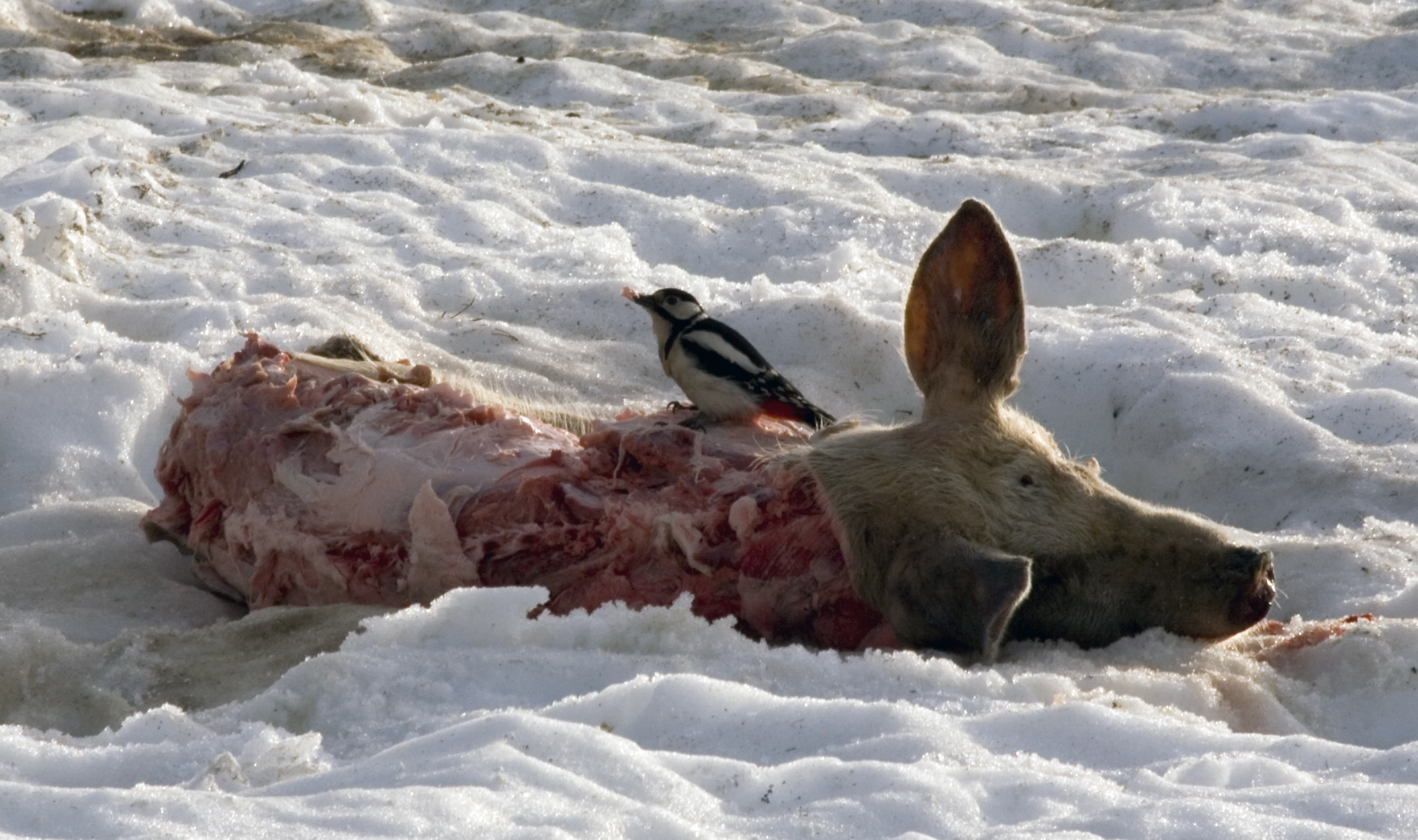
Dzięcioł duży na padłej świni

W okresie wiosny i lata (lęgowym) jego pożywienie stanowią głównie owady i ich larwy wydobywane z drewna (np. gąsienice motyli, mrówki, chrząszcze). Zimą i jesienią, przy ograniczonej dostępności pokarmu żywego, jego dieta wzbogaca się o nasiona drzew sosnowych oraz świerkowych, a także owoce. Zimą chętnie pojawia się w karmnikach ze słoniną. Może żywić się także padliną. Pewną osobliwością tych dość dużych ptaków jest to, że najchętniej zjadają mszyce. Wiosną dzięcioły mogą nakłuwać korę brzóz i pić wyciekający sok roślinny. Czasem zjadają też ptasie jaja i pisklęta. W porównaniu z innymi gatunkami dzięciołów jego dieta jest zatem mniej wyspecjalizowana.
W określonych wybranych miejscach, w szczelinach korowiny pnia lub pieńka, rozwidleniach gałęzi lub w pękniętej korze, zwanym kuźniami, dzięcioł duży wkłada szyszki drzew iglastych. Obiera je tam swym mocnym dziobem z pojedynczych łusek i wybiera nasiona. Owady (są one często szkodnikami drzew) spod kory drzew wydobywa długim i lepkim językiem lub też zbiera z drzew i krzewów. Żeruje w koronach drzew i na ziemi, chodząc po pniach i opukując je z każdej strony. Często zajmuje go wykuwanie, również w twardym drewnie. Potrafi zwisać głową w dół, gdy siedząc na cienkich gałązkach, stara się zerwać szyszkę.

## Status i ochrona
Międzynarodowa Unia Ochrony Przyrody (IUCN) uznaje dzięcioła dużego za gatunek najmniejszej troski (LC – Least Concern) nieprzerwanie od 1988 roku. Liczebność światowej populacji, obliczona w oparciu o szacunki organizacji BirdLife International dla Europy z 2015 roku, mieści się w przedziale 73–111 milionów dorosłych osobników. Globalny trend liczebności populacji uznawany jest za wzrostowy.
W Polsce objęty ochroną gatunkową ścisłą. Na Czerwonej liście ptaków Polski został sklasyfikowany jako gatunek najmniejszej troski (LC). Według szacunków Monitoringu Pospolitych Ptaków Lęgowych, w latach 2013–2018 krajowa populacja lęgowa liczyła 883 000 – 1 002 000 par.

## Podgatunki
Międzynarodowy Komitet Ornitologiczny (IOC) wyróżnia 24 podgatunki D. major:
- D. m. major (Linnaeus, 1758) – dzięcioł duży[4] – Skandynawia i północno-wschodnia Polska do zachodniej Syberii
- D. m. brevirostris (Reichenbach, 1854) – zachodnia Syberia do wschodniej Syberii, północno-wschodnich Chin i północnej Mongolii
- D. m. kamtschaticus (Dybowski, 1883) – Kamczatka (wschodnia Syberia)
- D. m. anglicus E. Hartert, 1900 – Wielka Brytania
- D. m. pinetorum (C.L. Brehm, 1831) – Europa Środkowa
- D. m. parroti E. Hartert, 1911 – Korsyka
- D. m. harterti Arrigoni degli Oddi, 1902 – Sardynia
- D. m. italiae (Stresemann, 1919) – Włochy, Sycylia i zachodnia Słowenia
- D. m. hispanus (Schluter, 1908) – Półwysep Iberyjski
- D. m. canariensis (A.F. Koenig, 1890) – Teneryfa (Wyspy Kanaryjskie)
- D. m. thanneri le Roi, 1911 – Gran Canaria (Wyspy Kanaryjskie)
- D. m. mauritanus (C.L. Brehm, 1855) – Maroko
- D. m. numidus (Malherbe, 1843) – dzięcioł przepasany[4] – północna Algieria i Tunezja
- D. m. candidus (Stresemann, 1919) – Rumunia i południowa Ukraina do Grecji
- D. m. paphlagoniae (Kummerlöwe & Niethammer, 1935) – północna Turcja
- D. m. tenuirostris Buturlin, 1906 – Kaukaz i Kaukaz Południowy (południowo-zachodnia Azja)
- D. m. poelzami (Bogdanov, 1879) – dzięcioł kaspijski[4] – południowo-wschodni Azerbejdżan, północny Iran i południowo-zachodni Turkmenistan
- D. m. japonicus (Seebohm, 1883) – dzięcioł mandżurski[4] – południowo-wschodnia Syberia, północno-wschodnie Chiny, Półwysep Koreański oraz północna i środkowa Japonia
- D. m. wulashanicus T. Cheng, Xian, Y-s Zhang & Z. Jiang, 1975 – Mongolia Wewnętrzna (północne Chiny)
- D. m. cabanisi (Malherbe, 1854) – dzięcioł wschodni[4] – wschodnie Chiny
- D. m. beicki (Stresemann, 1927) – środkowe Chiny
- D. m. mandarinus (Malherbe, 1857) – południowe Chiny i wschodnia Mjanma do północnego Laosu i północnego Wietnamu
- D. m. stresemanni (Rensch, 1923) – północno-wschodnie Indie, północno-wschodnia Mjanma do południowo-wschodniego Tybetu i południowo-środkowych Chin (zachodni Syczuan, Junnan)
- D. m. hainanus E. Hartert & Hesse, 1911 – wyspa Hajnan (u wybrzeży południowo-wschodnich Chin)

Niektóre z tych podgatunków są słabo identyfikowalne i nie są uznawane przez część systematyków, np. autorzy Handbook of the Birds of the World wyróżnili jedynie 14 podgatunków.